# Język azerbejdżański

Obszar zamieszkiwany przez ludność posługującą się językiem azerbejdżańskim.

Język azerbejdżański, także: język azerski (azer. Azərbaycan dili, Azərbaycan Türkcəsi / ترکی آذربایجانی) – język należący do grupy języków turkijskich, używany głównie w Azerbejdżanie, północno-zachodnim Iranie, we wschodniej Turcji, a także w Gruzji, Armenii, Kazachstanie oraz na obszarze Federacji Rosyjskiej.
Wyróżnia się dwie odmiany języka azerbejdżańskiego: północnoazerbejdżańską i południowoazerbejdżańską. Powstanie obu tych odmian wiąże się z odmiennymi losami politycznymi ludności azerskiej, zamieszkującej dawny ZSRR oraz północny Iran.
Odmiana północna przez długi czas (od 1828 r.) znajdowała się pod silnym wpływem języka rosyjskiego, jako języka urzędowego Cesarstwa Rosyjskiego, a później ZSRR (w latach 1934–1992 był nawet zapisywany cyrylicą), natomiast odmiana południowa ulegała wpływom języka perskiego, zawiera więcej zapożyczeń perskich i arabskich, a do jej zapisu stosuje się pismo arabskie.
Różnice między obiema odmianami języka azerbejdżańskiego, choć znaczne, nie uniemożliwiają porozumiewania się między przedstawicielami obydwu tych grup.

## Alfabety
Język azerbejdżański aż do lat 20. XX w. był zapisywany alfabetem arabskim. W 1922 r. wprowadzono jako obowiązujący zmodyfikowany alfabet łaciński, przyjęty w późniejszym czasie przez większość zamieszkujących Kaukaz ludów, kształtujących dopiero swoje piśmiennictwo. Stworzony na potrzeby języka azerbejdżańskiego alfabet został w 1928 r. przejęty z pewnymi modyfikacjami dla zapisywania języka tureckiego.
W Azerbejdżanie natomiast, łacinkę wycofano już w 1938 r. zastępując ją cyrylicą, opartą na rosyjskiej. Azerbejdżańska cyrylica pozostawała w użyciu jako jedyny oficjalny alfabet do 1992 r., kiedy to m.in. dzięki działalności prezydenta Əbülfəza Elçibəya podjęto projekt ponownego wprowadzenia alfabetu łacińskiego. Proces przechodzenia na łacinkę trwał ponad dziesięć lat, ponieważ aż do 1 stycznia 2003 r. w użyciu były dopuszczone obydwa alfabety. Cyrylica jest oficjalnie używana w Republice Dagestanu (Rosja), w której język azerbejdżański jest jednym z 14 języków oficjalnych.
Azerowie zamieszkujący północno-zachodni Iran (tzw. Azerbejdżan Irański) posługują się alfabetem arabskim do zapisywania swojego języka, jednak pisownia nie jest standaryzowana.
| Arabski    | Cyrylica | Łaciński | Wymowa IPA |
| ---------- | -------- | -------- | ---------- |
| ﺍ          | А а      | A a      | ɑː         |
| ﺏ          | Б б      | B b      | b          |
| ﺝ          | Ҹ ҹ      | C c      | ʤ          |
| چ          | Ч ч      | Ç ç      | ʧ          |
| ﺩ          | Д д      | D d      | d          |
| ﻩ          | Е е      | E e      | ɛ          |
| ع          | Ә ә      | Ə ə      | æ          |
| ﻑ          | Ф ф      | F f      | f          |
| گ          | Ҝ ҝ      | G g      | ɡʲ         |
| ﻍ          | Ғ ғ      | Ğ ğ      | ɣ          |
| ﺡ, ﻩ       | Һ һ      | H h      | h          |
| ﺥ          | Х х      | X x      | x          |
| ی          | Ы ы      | I ı      | ɯ          |
| ی          | И и      | İ i      | ɪ          |
| ژ          | Ж ж      | J j      | ʒ          |
| ک          | К к      | K k      | k          |
| ﻕ          | Г г      | Q q      | ɡ          |
| ﻝ          | Л л      | L l      | l          |
| ﻡ          | М м      | M m      | m          |
| ﻥ          | Н н      | N n      | n          |
| ﻭ          | О о      | O o      | ɔ          |
| ﻭ          | Ө ө      | Ö ö      | œ          |
| پ          | П п      | P p      | p          |
| ﺭ          | Р р      | R r      | r          |
| ﺙ, ﺱ, ﺹ    | С с      | S s      | s          |
| ﺵ          | Ш ш      | Ş ş      | ʃ          |
| ﺕ, ﻁ       | Т т      | T t      | t          |
| ﻭ          | У у      | U u      | u          |
| ﻭ          | Ү ү      | Ü ü      | y          |
| ﻭ          | В в      | V v      | v          |
| ی          | Ј ј      | Y y      | j          |
| ﺫ, ﺯ, ﺽ, ﻅ | З з      | Z z      | z          |

## Liczebniki
| Cyfra | Liczebnik główny | Liczebnik porządkowy |
| ----- | ---------------- | -------------------- |
| 0     | sıfır            | (brak)               |
| 1     | bir              | birinci              |
| 2     | iki              | ikinci               |
| 3     | üç               | üçüncü               |
| 4     | dörd             | dördüncü             |
| 5     | beş              | beşinci              |
| 6     | altı             | altıncı              |
| 7     | yeddi            | yeddinci             |
| 8     | səkkiz           | sekkizinci           |
| 9     | doqquz           | doqquzuncu           |
| 10    | on               | onuncu               |